# Ambroise Vollard (Renoir)
Pour les articles homonymes, voir Ambroise Vollard (homonymie).
Ambroise Vollard est un tableau du peintre français Auguste Renoir réalisé en 1908. 
Cette huile sur toile est un portrait d'Ambroise Vollard, le marchand d'art responsable de l'artiste, alors qu'il observe une statuette d'Aristide Maillol. Elle est conservée par l'Institut Courtauld, à Londres.
Vollard est ici présenté sous des traits quelque peu idéalisés : c'était un homme gros, souvent moqué pour sa calvitie et son nez bulbeux.